# Jan Leopold z Trautsonu
Jan Leopold Donát kníže z Trautsonu (německy Johann Leopold Donatus Fürst von Trautson, Reichsgraf von Falkenstein, Freiherr zu Sprechenstein; 2. května 1659 Vídeň – 18. října 1724 Sankt Pölten) byl rakouský šlechtic, dvořan a politik. Jako císařský nejvyšší hofmistr patřil v první čtvrtině 18. století k významným osobnostem habsburské monarchie, proslul jako iniciátor stavby rodinného paláce ve Vídni, v němž dnes sídlí rakouské ministerstvo spravedlnosti. Kromě toho četnými nákupy vybudoval rozsáhlé dominium v Čechách.

## Životopis
Pocházel ze starobylého rakouského rodu, jemuž od roku 1589 náležel titul hrabat, hlavním sídlem rodu byl hrad Falkenstein v Dolních Rakousích nedaleko Mikulova. Byl synem dolnorakouského místodržitele hraběte Jana Františka Trautsona (1609–1663) a jeho třetí manželky Margarety z Rappachu (1621–1705). Ta v roce 1673 koupila panství Český Rudolec, které pak v rodině zůstalo do roku 1741.
Od mládí působil u dvora arcivévody Josefa, pozdějšího císaře Josefa I., což mu také přineslo rychlý postup na společenském žebříčku. Již v roce 1683 se stal říšským dvorským radou, následovaly čestné posty císařského komořího a tajného rady, od roku 1694 byl nejvyšším komorníkem arcivévody Josefa a v roce 1698 obdržel Řád zlatého rouna. V korespondenci a pamětech svých současníků byl vyzdvihován pro svou vstřícnou a nekonfliktní povahu.
Když se Josef I. stal císařem, Trautson byl jmenován císařským nejvyšším hofmistrem a prezidentem tajné státní konference (1705–1711), o podíl na vlivu a moci se však dělil se slavným vojevůdcem princem Evženem Savojským. Krátce před smrtí Josefa I. byl povýšen do knížecího stavu (1711), po nástupu Karla VI. musel své úřady opustit, zůstal ale členem tajné státní konference. Po smrti knížete Liechtensteina se znovu stal císařským nejvyšším hofmistrem a zůstal jím až do smrti (1721–1724). Zúčastnil se korunovace Karla VI. českým králem (1723), kdy několik měsíců pobýval jako host v Colloredovském paláci na Malé Straně.

## Majetek v Čechách

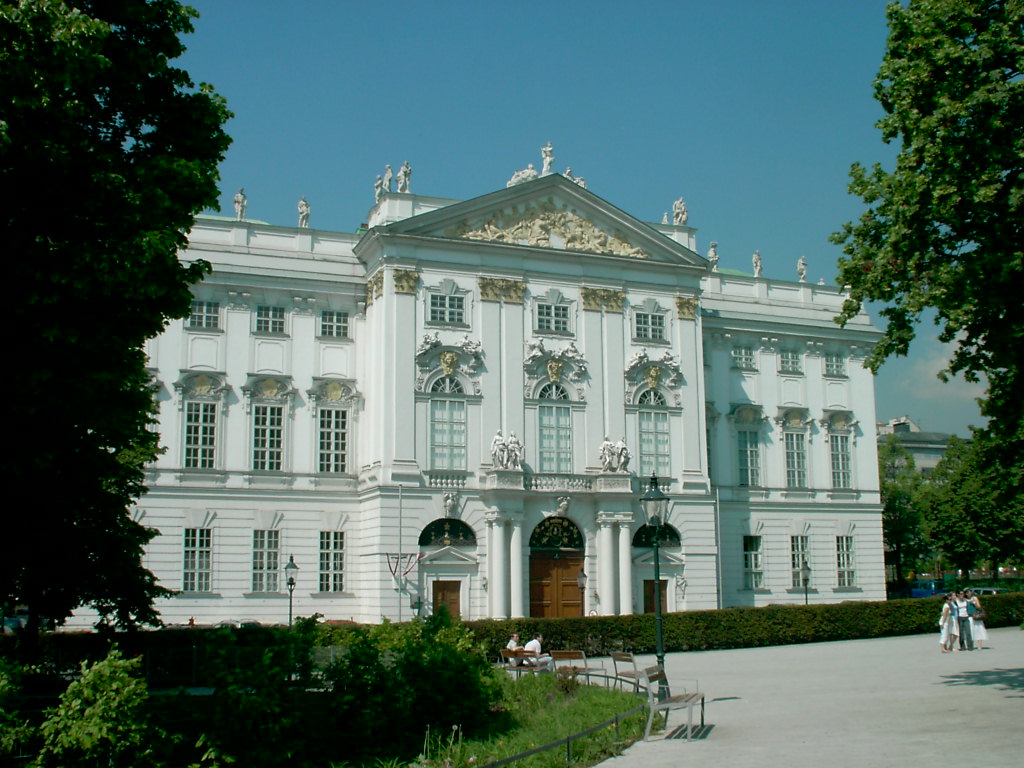
Vídeňský palác Trautsonů

Majetkové zázemí měli Trautsonové především v Dolních Rakousích, kde jim patřily statky v okolí hradu Falkenstein, hlavním sídlem Jana Leopolda Trautsona byl zámek Goldegg poblíž St. Pölten. V centru monarchie nechal postavit rodový palác (Trautson Palais), který vznikl v roce 1712 podle projektu dvorního architekta Johanna Bernharda Fischera z Erlachu. Již v roce 1583 Pavel Sixt Trautson obdržel český inkolát a získal pozemky poblíž Litomyšle. Jan Leopold Trautson začal koncem 17. století budovat rozsáhlý majetkový komplex na rozmezí středních Čech a Vysočiny. V roce 1695 koupil statek se zámkem v Martinicích a v okolí pak během následujících let přikupoval další pozemky. K Martinicím přikoupil v roce 1698 nedaleké Dolní Kralovice, které se následně staly sídlem panství, pro příležitostný pobyt panstva byly ale určeny zámky v Čechticích a Křivsoudově. Poslední významnější akvizicí byl nákup Vlastějovic s 18 vesnicemi od Věžníků v roce 1716. V další generaci pak sňatkem přibylo do majetku Trautsonů ještě panství Vlašim (1722).

## Rodina
Jan Leopold byl ženatý s hraběnkou Marií Terezií Ungnadovou z Weisselwolffu (1678–1741), která od něj v roce 1720 koupila panství Český Rudolec. Měli spolu dvanáct dětí, z nichž několik zemřelo v dětství. Dcery se provdaly do významných rakouských rodů (Starhemberg, Künigl, Auersperg), z potomstva byl nejvýznamnější syn Jan Josef (1707–1757), který byl vídeňským biskupem a kardinálem. Po vymření rodu Trautsonů (1775) knížetem Janem Vilémem připadla většina majetku Auerspergům, kteří pak v jedné linii užívali jméno Auersperg-Trautson.
Kníže Jan Leopold je pohřben v rodinné hrobce Trautsonů v kostele sv. Michaela ve Vídni. Autorem projektu jeho náhrobku je architekt Josef Emanuel Fischer z Erlachu, vybudoval jej český sochař Ferdinand Maxmilián Brokoff.